# Mariano Soso
Mariano Andrés Soso (ur. 30 kwietnia 1981 w Rosario) – argentyński trener piłkarski, od 2025 roku prowadzi Defensa y Justicia.